# Saudrupt
Saudrupt – miejscowość i gmina we Francji, w regionie Grand Est, w departamencie Moza.
Według danych na rok 1990 gminę zamieszkiwało 198 osób, a gęstość zaludnienia wynosiła 25 osób/km² (wśród 2335 gmin Lotaryngii Saudrupt plasuje się na 847. miejscu pod względem liczby ludności, natomiast pod względem powierzchni na miejscu 751.).